# Reidgotlândia

Territórios originais dos godos e culturas arqueológicas góticas entre os séculos III-IV

Reidgotlândia, Reidgotalândia, Hreidgotlândia ou Hreidgotalândia, também variadamente mencionada nos dialetos nórdicos como Reidgotaland, Reidgothland, Reidgotland, Hreidgotaland ou Hreiðgotaland, foi um termo empregado nas sagas da Escandinávia e no poema anglo-saxão Widsith para referir-se ao território dos godos.
Hreiðr pode significar "ninho do pássaro" e talvez era um kenning que fez referência a tradição gótico de mudar e "nidificar" em novos territórios, embora hreið- é um prefixo que significa "bonito", "grande", "famoso", "nobre" e "ansioso". Outra possibilidade é que era originalmente reið, "corrida, jornada". A identificação do território variou entre as fontes, e foram vários os lugares identificados como o Reidgotlândia:
1. A ilha de Gotlândia;[2]
2. Gotalândia;[2]
3. A terra dos godos, ou seja, Gotiscandza e seus territórios posteriores. Na Saga de Hervör era sinônimo de Aujo e fez fronteira com o território dos hunos;[3]
4. Dinamarca e Suécia (segundo a Edda em prosa era o reino terrestre de Odin);[4]
5. Dinamarca[2]
6. Jutlândia ou ou a Escandinávia como um todo, enquanto as ilhas são chamadas Eigotalândia.[2]

A segunda edição da Nordisk familjebok explica que (h)reidgodos foi originalmente aplicado aos ostrogodos do sudoeste da Europa, como a inferência contida na Saga de Hervör. Na Pedra de Rök da Gotalândia Oriental aparece como hraiðgutum, enquanto no Widsith anglo-saxão é usado na forma Hreð-Gotum para descrever um viajante.